# ابن قنفذ القسنطيني
ابن قنفذ القسنطيني هو مؤرخ وفقيه وفلكي ورياضياتي وقاضي ومفتي ومحدث جزائري.

## نسبه، عائلته
أبو العباس أحمد بن حسن بن علي بن حسن بن علي بن ميمون بن قنفذ القسنطيني، الشهير بابن الخطيب وبابن قنفذ.
كان جده لأبيه علي بن ميمون القسنطيني (ت 733 / م) إمام و خطيب مسجد قسنطينة مدة خمسين سنة،
كان والده حسن بن علي ابن قنفذ عالما جماعا للكتب. توفي تاركا ابنه في العاشرة من عمره. فكفله جده لأمه يوسف بن يعقوب الملاري الذي كان رجلا عالما صالحا.

## الميلاد، الوفاة
ولد في حدود سنة 740 هـ بمدينة قسنطينة.

## الدراسةبقسنطينة
- يوسف بن يعقوب الملاري (ت 764 / م)

جده لأمه، تولى رعايته بعد وفاة . أكمل على يديه حفظ القرآن الكريم، و تلقى عليه مبادئ العربية من نحو وصرف.
- حسن بن خلف الله ابن باديس (ت 784 / م)
- الحسن بن أبي القاسم ابن باديس (ت 787 / م)

## الدراسةبتلمسان
انتقل إلى مدينة تلمسان فأخذ عن شيوخها الأجلاء الكثير من العلوم من تفسير و حديث و فقه، ...
- الإمام أبو عبد الله محمد بن أحمد بن علي الشريف الحسني التلمساني (ت 771 / 1370 م)
- الإمام أبو عبد الله محمد ابن مرزوق التلمساني الخطيب المعروف بالجد (ت 781 / م)

يقول عنه ابن قنفذ في وفياته: "كان له طريق واضح في الحديث، ولقي أعلاماً من الناس وأسمعنا حديث البخاري وغيره في مجالس مختلفة، ولمجلسه جمال ولين معاملة"

## الدراسة بالمغرب الأقصى
سافر بعد ذلك إلى المغرب الأقصى ليستقر به مدة ثمانية عشر سنة (759 ـ 777 / ـ م) جال في مدنه كفاس، مكناس، سبتة و سلا و غيرها. و تتلمذ على كبار علمائه، منهم:
- الشيخ أبو زيد عبد الرحمن بن سليمان اللجائي (ت 771 / م)

تلميذ ابن البنا المراكشي. أخذ عنه ابن قنفذ العلوم الفلكية.
- أبو محمد عبد الله الوانغيلي (ت 779 / م)

قرأ عليه مختصر ابن الحاجب في الأصول، و الجمل في المنطق، و حضر تدريسه في المدونة.
- أبو عمران موسى ابن معطي العبدوسي (ت 776 / م)

لازمه في درسي المدونة و الرسالة بمدينة فاس مدة ثمان سنين.
- أبو القاسم محمد بن أحمد الشريف الغرناطي (ت 771 / م)

كتب له إجازة عامة بعد مجالسته.
- لسان الدين ابن الخطيب (ت 771 / م)

سمع عليه جملة من مؤلفاته بقراءته هو [أي ابن الخطيب] في مجالس مختلفة.
- أبو العباس أحمد القباب (ت 779 / م)

لازم درسه بمدينة فاس في الحديث والفقه والأصلين.
- أبو عبد الله محمد بن حياتي (ت 781 / م)

أخذ عنه القراءات و النحو بمدينة فاس.
- أبو العباس أحمد بن الشماع المراكشي (ت / م)

أخذ عنه الجزولية في النحو و علم المنطق.

## الدراسة في تونس
بعد عموم الوباء بالمغرب الأقصى رجع إلى موطنه قسنطينة سنة 777 / م. لكنه سافر بعدها مباشرة إلى تونس التي لم يبق بها طويلا، فأخذ عن علمائها، منهم:
- أبو الحسن محمد بن أحمد البطرني (ت 780 / )
- أبو عبد الله محمد ابن عرفة التونسي (ت 783 / )

له مختصر شهير في الفقه، قرأ عليه بعضه وأجازه به سنة 777 / م بدويرة جامع الزيتونة.

## عودته إلى الجزائر و توليه القضاء
رجع بعده ليستقر في حتى وفاته بها سنة 810 / م ليتولى بها الإمامة و الخطابة في مسجدها الجامع. ثم عين في وظيفة القضاء - بإلحاح الأمير أبو الحسن عليه،

## آثاره و مؤلفاته
- حط النقاب عن وجوه أعمال الحساب في علم الحساب. (مخطوطة من مكتبة جامعة بنسلفانيا بالولايات المتحدة الأمريكية)
- شرف الطالب في أسنى المطالب

وهو شرح على القصيدة الغزلية في ألقاب الحديث لابن فرح الإشبيلي.
- أنوار السعادة في أصول العبادة

شرح لحديث بني الإسلام على خمس.
- وسيلة الإسلام بالنبي صلى الله عليه وسلم

نشر بتحقيق الأستاذ سليمان الصيد.
- علامات النجاح في مبادئ الاصطلاح

في مصطلح الحديث.
- تيسير المطالب في تعديل الكواكب

في علم الفلك.
- الفارسية في مبادئ الدولة الحفصية

في تاريخ الدولة الحفصية.
- أنس الفقير وعز الحقير

في ترجمة الشيخ سيدي أبي مدين و أصحابه، طبع عام 1965 م.
- شرح منظومة ابن أبي الرجال

في أحكام النجوم.
- أنس الحبيب عن عجز الطبيب.
- القنفذية في إبطال الدلالة الفلكية
- تحفة الوارد في اختصاص الشرف من قبل الوالد.
- بغية الفارض من الحساب والفرائض.
- سراج الثقات في علم الاوقات.
- شرح الرسالة

في الفقه على مذهب إمام الأئمة مالك بن أنس .
- شرح الخونجي.
- شرح أصلي ابن الحاجب.
- شرح تلخيص ابن البنَا.
- شرح ألفية ابن مالك.
- الوفيات

ذيل به كتابه شرف الطالب في أسنى المطالب.